# Tetraophasis obscurus
La perdiz faisán gorgioscura, también perdiz faisán gorjioscura o tetraogallo oscuro (Tetraophasis obscurus) es una especie de ave galliforme de la familia Phasianidae endémica del interior de China. Sus hábitats naturales son los bosques boreales.